# Frans Luycx

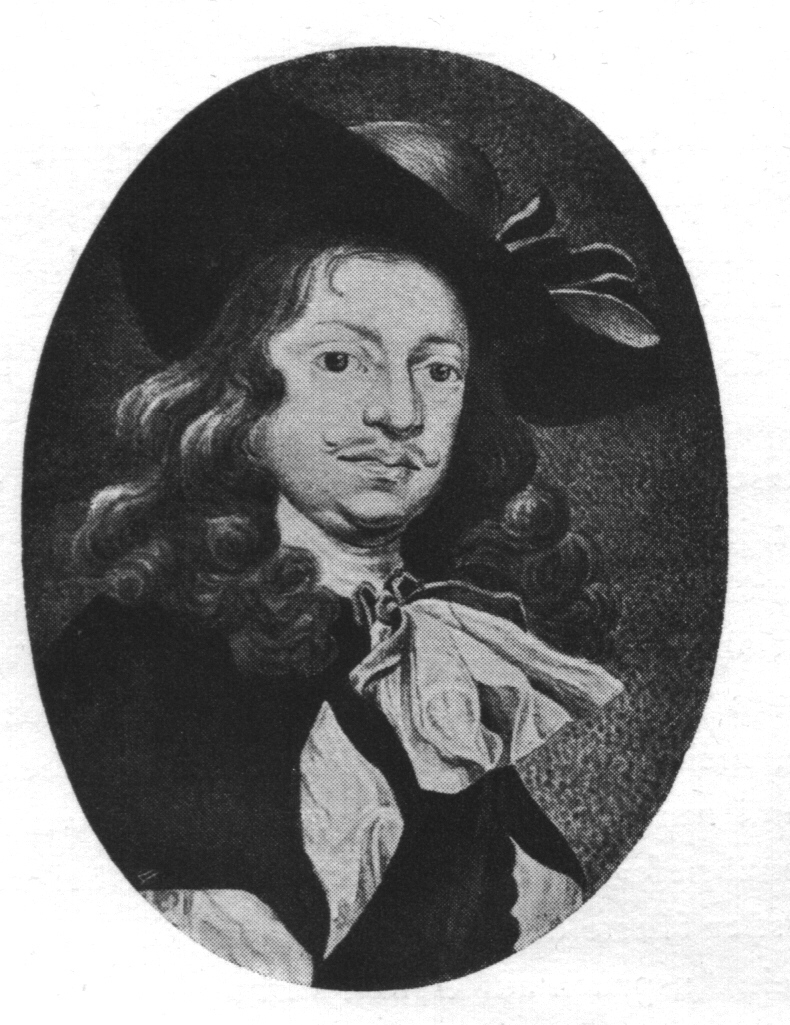
Selbstporträt (Sepiazeichnung)

Frans Luycx (auch Lux, Leux, Laix, Löx, Leix, Lieix, Leuycx oder Likh, * 17. April 1604 in Antwerpen; † 1. Mai 1668 in Wien) war ein flämischer Porträtmaler. Er war Schüler von Peter Paul Rubens und übernahm auch Einflüsse von Anthonis van Dyck. Im Verlauf seiner Karriere wurde er kaiserlicher Kammermaler und die herausragende Künstlerpersönlichkeit am Hof Kaiser Ferdinands III. Luycx war einer der bedeutendsten Porträtmaler seiner Zeit. Seine Werke sind heute in Museen und Kunstsammlungen weltweit zu finden.

## Name
Die Signaturen des Künstlers wechselten häufig, eines seiner Werke ist zum Beispiel mit „Lux“ bezeichnet. In den Quellen wurde der Name meist so geschrieben, wie er ausgesprochen wurde, nämlich „Leux“; aber auch die Formen „Laix“ und „Löx“ kommen vor. Jene Kupferstecher, die Luycx’ Bilder als Vorlage heranzogen, schrieben manchmal korrekt, manchmal „Leix, Lieix, Leuyxc“. Da die meisten seiner persönlich signierten Bilder die ursprüngliche, flämische Schreibweise „Luycx“ zeigen und diese auch vom ersten Biographen des Künstlers, Ernst Ebenstein, übernommen wurde, sollte diese Benennung auch beibehalten werden. Die Schreibweise „Luyckx“ scheint in den Quellen nicht auf und ist demnach falsch.

## Leben

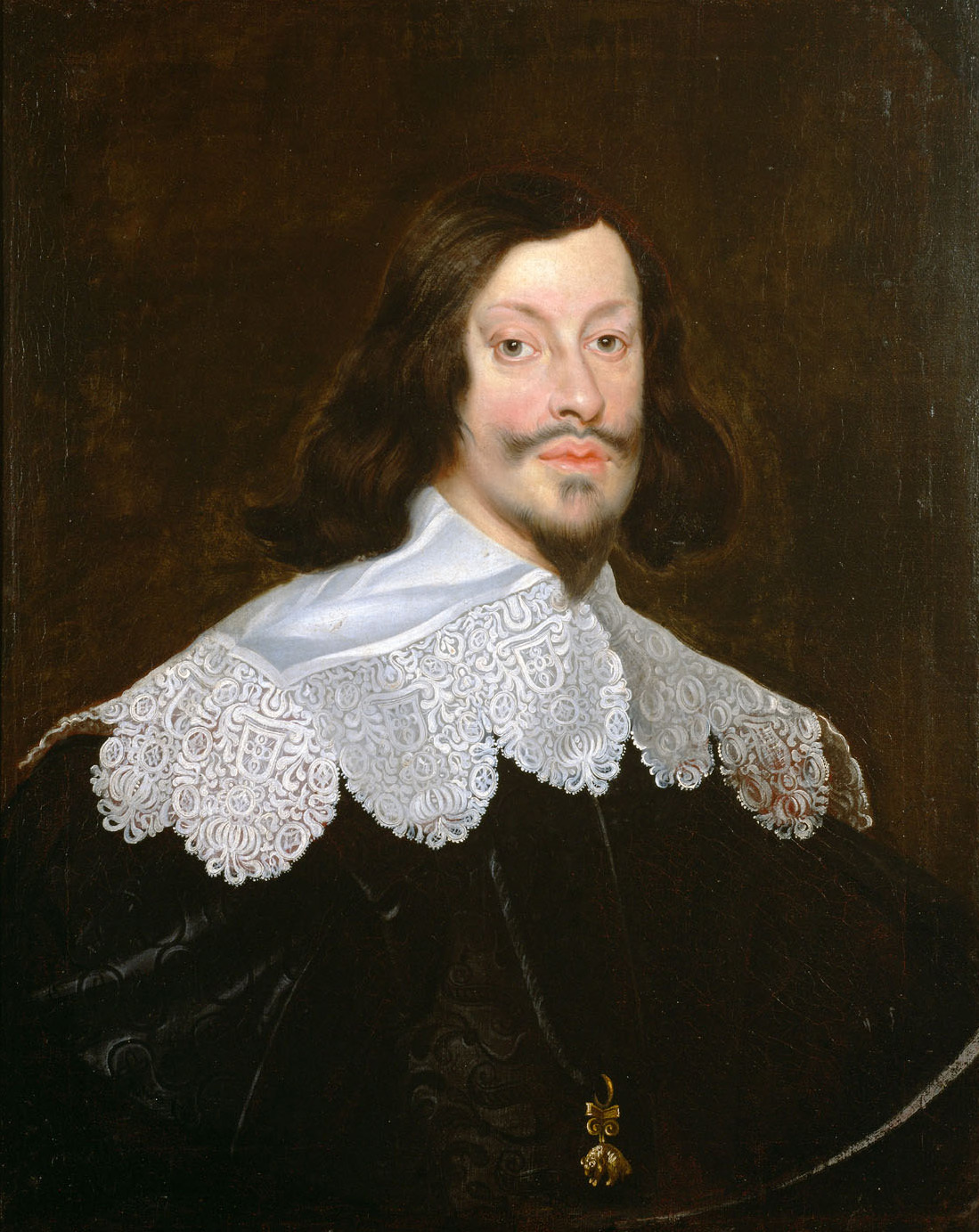
Porträt Kaiser Ferdinands III. (um 1638).

Frans Luycx wurde noch am Tag seiner Geburt in der Hofkirche zu Antwerpen getauft. Sein Vater, Adam Luycx, war Seidentuchhändler, der Geburtsname seiner Mutter lautete Johanna de Rasieres. 1618 trat er bei Remakel Sina in die Lehre ein, einem Künstler, dessen Name mit keinem erhaltenen Werk verknüpft ist. Nach der zweijährigen Lehre wurde er aus selbiger entlassen. Danach trat er sofort in die Werkstatt des Peter Paul Rubens ein. Dort muss er Anton Van Dyck begegnet sein, der 1617–1620 bei Rubens tätig war. Wie lange Luycx in der Lehre bei Rubens blieb oder welche Werke in diese Zeit zu datieren sind, lässt sich nicht mit Bestimmtheit sagen.
Im Jahre 1620 war Luycx Meister der Lukasgilde in Antwerpen. 1635 unternahm er eine ausgedehnte Studienreise nach Italien, wo er die alten Meister studierte. Bei dem Italienaufenthalt sah er sich die traditionellen Bildnistypen des italienischen und spanischen Porträtstils an. Dabach erhielt er am 1. Januar 1638 die Stelle eines Kammermalers am Hof Ferdinands III. mit einem stattlichen Jahresgehalt von 600 fl. Am Wiener Hof waren italienische und spanische Stileigentümlichkeiten sehr erwünscht. Luycx verstand es, die Grundlage seiner künstlerischen Schulung bei Rubens mit seinen Reiseeindrücken aus Italien zu vereinen.
Luycx blieb mit kurzen Unterbrechungen bis zu seinem Tod in Wien. 1646 reiste er nach Graz. Im selben Jahr suchte der Maler den Generalissimus der kaiserlichen Armee, Erzherzog Leopold Wilhelm, im Feldlager auf, um ihn zu porträtieren.
Der Erzherzog berichtete seinem kaiserlichen Bruder darüber: „der Maler van der Likh ist ein iberauß feiner man, und halt ich ihn vor ein iberauß gueten contrafeter und auch sonst vor ein gueten maler […], ich pin ihm heutt schon geseßen nur zwo stunt, es ist schon überauß guet. Noach zwo stunt habe ich zue stehen, hernach ist es fertig.“ Leopold Wilhelm schätzte den Kammermaler seines Bruders sehr und beschäftigte ihn noch einige Male.
1643 starb seine erste, dem Namen nach unbekannte Ehefrau, sie wurde in der Kirchengruft bei den Michaelern beigesetzt. Ein Jahr später ehelichte Luycx die 24-jährige Eleonora Claurens, sie starb 1651 im Kindbett. Aus dieser Ehe stammen seine drei Kinder, sein erster Sohn Franz wurde 1645 geboren. In seinem ersten Testament von 1645 nannte sich Luycx bereits mit dem Adelsprädikat „von Luxenstein“.
Um 1650 reiste Luycx an die Höfe der Kurfürsten, wo er selbige im Auftrag Kaiser Ferdinands III. zu porträtieren hatte. Am 12. Juni 1654 heiratete Luycx in der Wiener Schottenkirche Eva Rosina Ortin. Ferdinand III. machte ihm ein Hochzeitsgeschenk, welches er vom kaiserlichen Kammerdiener Johann Georg Ladner hatte ausführen lassen, dieser erhielt dafür 50 fl. Erzherzog Leopold Wilhelm bedachte, nachdem er seinen Posten als Statthalter der Niederlande aufgegeben hatte und 1656 nach Wien zurückgekehrt war, Luycx wieder mit mehreren Aufträgen. Nach dem Tod Ferdinands III. 1657 wurde der Künstler von Kaiser Leopold I. in kaiserlichen Diensten belassen.
Am 1. Mai 1668 starb Frans Luycx im Alter von 64 Jahren in Wien. Im Totenbuch wird als Todesursache „Kopfapostem“, eine eitrige Entzündung im Bereich des Kopfes, genannt. Zwei Wochen vor seinem Tod fasste er ein noch genaues Testament ab, in dem er unter anderem festlegte, dass er auf dem seinem Haus benachbarten Schottenfriedhof zu begraben werden wünscht und ein Grabstein in die Mauer seines Hauses eingelassen werden soll. Dieses Epitaph befindet sich heute im Mausoleum des Wiener Schottenstifts, die vollständige Inschrift lautet:
|  | ALLHIE LIGT BEGRABEN DER WOHL EDL UND GESTRENG HERR FRANCISCUS LEVX VON LVXENSTEIN DER RÖM: KAY: MAY: CAMMER MALLER WELCHER GESTORBEN DEN 1. DAG MAY ANNO MDCLXVIII WIE AVCH SEIN LIEBE HAVSFRAV ELEONORA CLAVENS SO VON DIESER WELT GESCHIDEN DEN 12. IVLY ANNO MDCLI DENEN GOTT SAMBT VNS ALLEN EINE FRÖLICHE AVFERSTEHVNG VERLEICHEN WOLLE. AMEN. |

## Stil und Rezeption
Die älteste Quelle, die über Luycx berichtet, ist die Teutsche Akademie der edlen Bau-, Bild- und Malereikünste des Joachim von Sandrart: „Franciscus Leux von Antorf [Antwerpen] wurde Kayserlicher Hof-Mahler zu Wien / und arbeitete nach Rubens Manier / damit er aber seine Kunst noch bäßer ergreifen möchte / begabe er sich in Italien / hielte sich daselbst etliche Jahr auf / und kehrte von dannen wieder zurück in Kaysers Ferdinandi III. Dienste / darinnen er auch biß an sein Ende verharret: In Contrafäten war er sehr gut / mahlte dieselbe meist in Lebens-Größe / ganz gleichend und frölich / und zwar fast unzahlbar viele für Ihro Kayserl. Majestät und die sieben Churfürsten. Von Historien mahlte er wenig / weil er sich niemalen darauf geleget / dannoch erworbe er durch seine Contrafäte und höfliche Gebärden großes Lob und ansehlichen Reichtum / un hinterließe nach seinem Tod zween Sohn / die sich / dem Verlaut nach / ihres Vatters Kunst nachzuahmen eiferigst bemühen.“
Luycx war in seinen früheren Arbeiten ganz deutlich von dem idealen Porträtstil beeinflusst, den Rubens für seine dekorativen Herrscherbilder geschaffen hatte. Von diesem im eigentlichen Sinn hochbarocken Fürstenbildtypus ist er aber bald abgekommen und hat sich wieder der älteren Auffassung genähert, die eine ruhige Repräsentation, nicht eine dynamisch bewegte verlangte.
Der Kunsthistoriker Ernst Ebenstein resümierte 1907 in seiner Monografie: „Man hätte sich die künstlerische Entwicklung des Malers etwa folgendermaßen zu denken: Aus der Schule des Rubens kommt Luycx, nachdem er in allen technischen Dingen die Reife erlangt, sich in der Welt umgesehen und zu erfassen versucht hatte, welchen malerischen Problemen die Kunst auch in anderen Ländern nachgehe, in eine Atmosphäre, die eine freiere Entfaltung der Persönlichkeit nicht begünstigen konnte. Der Künstler, der den ihm gestellten Aufgaben gerecht werden sollte, durfte kein Neuerer sein sondern musste trachten, die schon allgemein akzeptierte Kunst mit der am Hofe herrschenden Tradition in Einklang zu bringen. Am und für den Hof arbeiteten eine ganze Reihe […] Künstler, die zwar im Vergleiche zu den Malern am spanischen Hofe keine hoch zu bewertende Kunst, doch gewiss einen ganz eigenen Stil herausgebildet hatten, der, ehe der nordische Einschlag sich zu zeigen begann, unter italienischem und hauptsächlich spanischem Einfluss gestanden war. Diesem Einfluss musste sich auch Luycx in allen seinen für den kaiserlichen Hof ausgeführten Bildnissen anbequemen. War aber eine Arbeit nicht für den Hof bestimmt, so sehen wir ihn immer wieder an jene Meister anknüpfen, die seiner ursprünglichen Art näher lagen und seine erste Entwicklung bestimmten, an Rubens und die Italiener.“ Walter Kalina fügte dem 2003 hinzu: „Wenn auch Frans Luycx in seiner kunsthistorischen Bedeutung nicht überbewertet werden sollte, so ist ihm dennoch als typischen Vertreter der damaligen Hofkunst der ihm gebührende Platz unter seinen Zeitgenossen anzuweisen. Ferdinand III. hat mit ihm sicherlich einen guten Griff getan, er hat einen hoch ausgebildeten Künstler an seinen Hof gerufen, der sicher mehr herausragen wollte, als er durfte, und der in stilistischer Hinsicht ausführte, was ihm anbefohlen wurde.“

## Werk
Die Werke des Frans Luycx befinden sich heute zum größten Teil in Stockholm (s. Prager Kunstraub 1648), Wien, Innsbruck, St. Florian, Prag, Budapest, Dresden, Kopenhagen und Den Haag, wobei hier nur die der Forschung bekannten gemeint sind (der Maler signierte seine Bilder nur in den seltensten Fällen). Werke, deren Zuschreibung zweifelhaft ist oder die sonst wie verschollen sind, wurden wahrscheinlich über alle Kontinente verstreut. Ein Beispiel dafür ist Schloss Grafenegg bei Krems in Niederösterreich: Luycx malte 1638 und 1647 für die Familie Verdenberg eine Serie von Porträts, aus der Hans Tietze 1908 noch acht Bilder sichten konnte. Das Schloss wurde im Zweiten Weltkrieg von der Roten Armee geplündert und seines gesamten Mobiliars beraubt. Bis 1956 stand das Gebäude unter russischer Militärverwaltung, während dieser wurden auf die Gemälde Schießübungen veranstaltet, Einschusslöcher auf diversen Porträts bezeugten dies. Von den acht Luycx-Bildern sind heute nur noch zwei vorhanden, der Rest wurde entweder zerschossen, verheizt oder in den Osten verschleppt. Ein vollständiges Inventar von Luycx’ Œuvre nachzuzeichnen ist nach heutigem Stand der Forschung nahezu unmöglich. In der Forschung spielen vor allem jene Werke, die Luycx für Kaiser Ferdinand III. anfertigte, die Hauptrolle.

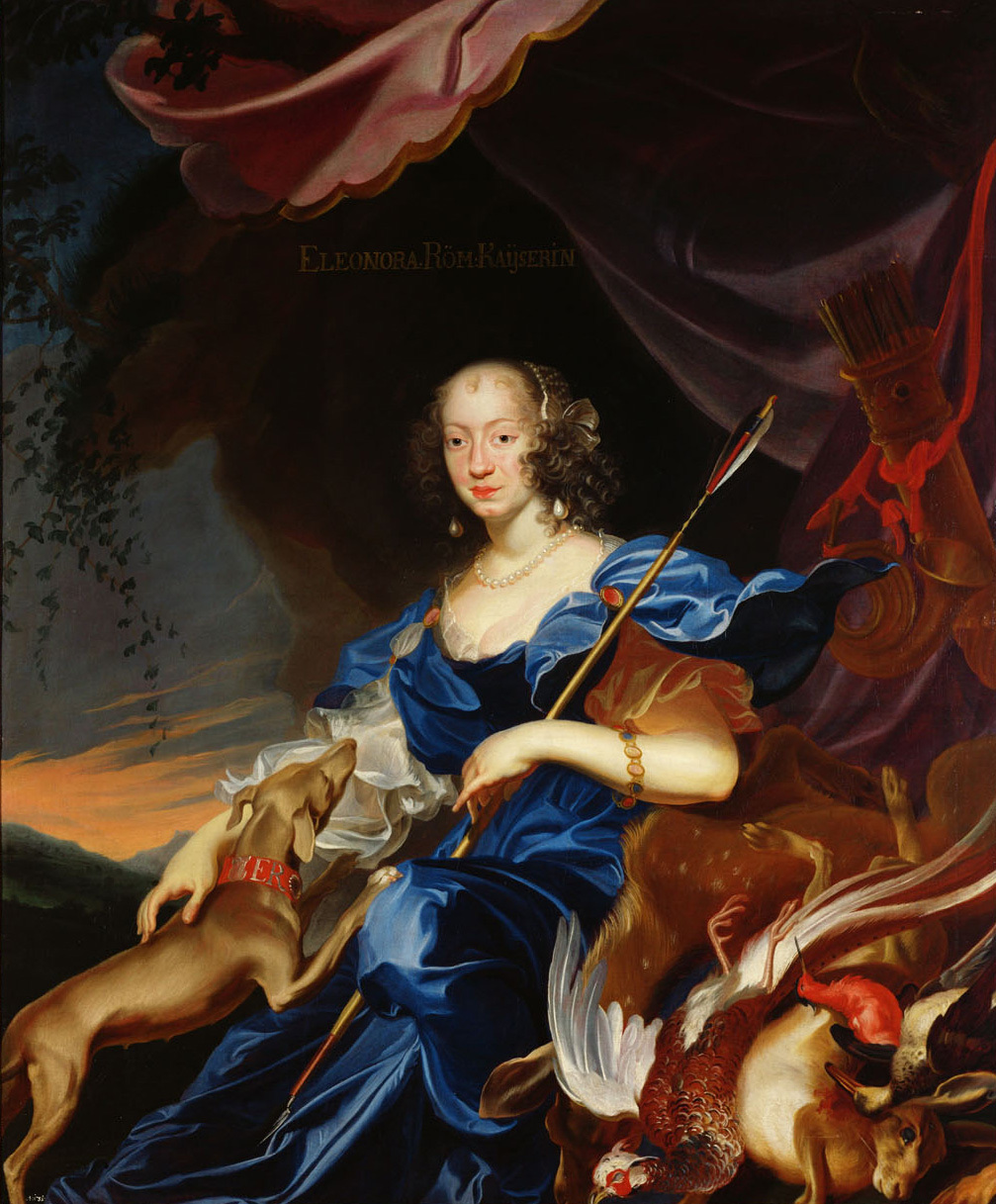
Porträt Kaiserin Eleonora als Diana (nach 1651).

Von diesen sind mehrere Porträts des Kaisers selbst erhalten, ebenso von dessen zahlreichen Kindern und Verwandten, wie z. B. Erzherzog Ferdinand Karl von Tirol. Ein weiteres bemerkenswertes Porträt malte Luycx von der dritten Gemahlin Ferdinands III., Kaiserin Eleonora Gonzaga. Das Bild dürfte bald nach der Hochzeit des Kaiserpaares am 30. April 1651 entstanden sein. In diesem Werk zeigt Luycx die beschwingte Form der Darstellung des flämischen Hochbarock nach der Manier seines Lehrers, Peter Paul Rubens: Die Kleidung, das Linienspiel der Drapierie ist dynamisch bewegt, die Physiognomie frisch und lebendig, die Farbgebung hell und leuchtend.
Luycx malte hauptsächlich Porträts, darüber hinaus sind auch andere Sujets von ihm erhalten und leicht zugänglich: So fertigte er 1649 das Altarbild und einige Wandbilder für die Thomaskapelle in der Wiener Dominikanerkirche an. Dabei hervorzuheben sind zum einen die durch dramatisches Hell-Dunkel kontrastreich formulierte Raumkonzeption, zum anderen eine stimmungsvolle, mit sparsamen Mitteln erzielte Farbmelodik, die sich im schwarz-weißen Dominikanerhabit des Hl. Thomas von Aquin und im Kamin der Säulendraperie, sowie des Altarbaus zeigt. Ein Spätwerk befindet sich an der Seitenwand der Antoniuskapelle in der Kirche zu den neun Chören der Engel, ebenfalls in Wien. Es handelt sich um eine Kreuzigungsdarstellung, gestiftet von Kaiserin Eleonora. Die Feinheit der Malerei in diesem Werk legt ein eindrucksvolles Zeugnis der späten Reife des Malers ab.

## Werke (Auszug)
- Porträt Kaiser Ferdinand III. in ganzer Figur (um 1638), Öl auf Leinwand, 214 × 141 cm; Nationalmuseum Stockholm, Gripsholm, Inv. Nr. Grh 298.[18]
- Porträt Kaiser Ferdinand III. Brustbild (um 1638), Öl auf Leinwand; KHM Wien (Schloss Ambras Innsbruck), Inv. Nr. GG 8024.
- Porträt Erzherzog Ferdinand VI. mit seiner Schwester Erzherzogin Maria Anna (um 1638), Öl auf Leinwand; KHM Wien (Schloss Ambras Innsbruck), Inv. Nr. GG 3214.
- Porträt Erzherzog Karl Josef in ganzer Figur mit Kakadu und Hündchen (um 1651/52), Öl auf Leinwand; KHM Wien (Schloss Ambras Innsbruck), Inv. Nr. GG 3185.
- Porträt Erzherzog Ferdinand Karl von Tirol in ganzer Figur (um 1650), Öl auf Leinwand; KHM Wien (Schloss Ambras Innsbruck), Inv. Nr. GG 9425.
- Porträt Kaiserin Eleonora Gonzaga als Diana (nach 1651), Öl auf Leinwand; KHM Wien (Schloss Ambras Innsbruck), Inv. Nr. GG 4508.
- Porträt Kurfürst Friedrich Wilhelm von Brandenburg (um 1650/51), Öl auf Leinwand; KHM Wien (Schloss Ambras Innsbruck), Inv. Nr. GG 3163.
- Der Heilige Thomas von Aquin (1649), Öl auf Leinwand; Altar- und Wandbilder in der Thomaskapelle der Dominikanerkirche in Wien.
- Kreuzigung mit Maria, Maria Magdalena, Evangelist Johannes und Mitgliedern der kaiserlichen Familie (um 1663), Öl auf Leinwand; Antoniuskapelle, Kirche zu den neun Chören der Engel, Wien.